# Serge N'Gal
Serge Charles N'Gal est un footballeur camerounais né le 13 janvier 1986 à Nkongsamba. Il évolue au Roda CF au poste d'attaquant.

## Biographie
Le 13 janvier 2012, Serge N'Gal signe un contrat de dix-huit mois en faveur de l'USM Alger, club algérien de première division. En raison d'un dol (tromperie commise en vue d'amener une personne à contracter à des conditions plus désavantageuses), ce dernier demande la rupture de son contrat et est libéré par le club le 30 avril 2012. N'Gal aura joué cinq matchs aux cours desquels il a fait ses preuves et délivré une passe décisive durant son passage à l'USMA.

Le 6 août 2012, il s'engage pour deux saisons avec le club portugais de l'Académica de Coimbra.

## Carrière
- 2000-2003 :  Villarreal CF B
- 2004-2005 :  Inter Turku
- 2005-2006 :  Stade brestois
- 2006-2008 :  União Leiria
- 2008-2010 :  Gimnàstic de Tarragona
- 2010-2011 :  União Leiria
- 2012 :  USM Alger
- 2012 :  Académica de Coimbra
- 2014 :  La Roda CF[3]